# Cryptomys zechi
Espèce
Statut de conservation UICN

 LC  : Préoccupation mineure
Cryptomys zechi est une espèce de mammifère rongeur de la famille des Bathyergidae. Ce rat-taupe en endémique du Ghana où il vit dans des souterrains.
L'espèce a été décrite pour la première fois en 1900 par le zoologiste allemand Paul Matschie (1861-1926).